# Darlan Romani
Darlan Romani, född 9 april 1991, är en brasiliansk friidrottare som tävlar i kulstötning.

## Karriär
Vid inomhusvärldsmästerskapen i friidrott 2022 vann Romani guld i kulstötning. Han har även tagit guld vid de panamerikanska mästerskapen både 2019 och 2023.